# Dançando no Campo Minado
Dançando no Campo Minado é o décimo primeiro e último álbum de estúdio da banda de rock brasileira Engenheiros do Hawaii, lançado em 2003. Apresentando uma sonoridade mais pesada em relação ao disco anterior, Surfando Karmas & DNA, é o álbum mais o curto da discografia do grupo, com 32 minutos. 

## Contexto e produção
Contando com Gessinger, Galvão, Ayala e Fonseca, Dançando no Campo Minado foi o primeiro álbum de estúdio dos Engenheiros do Hawaii a repetir a formação do anterior desde 1999. Ao jornal Extra, Gessinger havia afirmado que o álbum foi idealizado para ter músicas mais rápidas e pesadas.
A canção Segunda-Feira Blues, dividida em duas partes, é uma parceria entre Humberto Gessinger e Carlos Maltz. Foram produzidos videoclipes para as canções Até o Fim e Na Veia.

## Recepção
| Críticas profissionais | Críticas profissionais |
| Avaliações da crítica  | Avaliações da crítica  |
| Fonte                  | Avaliação              |
| ---------------------- | ---------------------- |
| Galeria Musical        | [ 4 ]                  |
| O Globo                | [ 5 ]                  |
| Folha de S.Paulo       | [ 6 ]                  |

As opiniões da crítica foram mistas. Para O Globo, Bernardo Araujo considerou o disco "bom", valorizando as letras e melodias. Em resenha para o blog Galeria Musical, Anderson Nascimento deu nota máxima ao álbum, considerando a faixa Dom Quixote uma das melhores composições de Gessinger.
Na Folha Ilustrada, o álbum recebeu 2 estrelas de um total de 5, com a crítica principal voltada à inflexibilidade musical nas composições de Gessinger em contraste aos discursos rebeldes presentes nas letras das canções do álbum. Para a Folhateen, Guilherme Werneck deu a mesma nota e criticou a falta de inovação nos últimos trabalhos da banda, afirmando que, por mais que as letras de Gessinger se mantivessem atuais, o som da banda parecia "mais do mesmo", cristalizado em um universo imutável.

## Faixas
| N.º            | Título                     | Compositor(es)                       | Duração |  |
| 1.             | "Camuflagem"               | Humberto Gessinger; Paulinho Galvão  | 3:29    |  |
| 2.             | "Duas Noites no Deserto"   | Humberto Gessinger                   | 2:17    |  |
| 3.             | "Rota de Colisão"          | Humberto Gessinger; Bernardo Fonseca | 2:41    |  |
| 4.             | "Dançando no Campo Minado" | Humberto Gessinger                   | 2:36    |  |
| 5.             | "Segunda-feira Blues I"    | Humberto Gessinger; Carlos Maltz     | 3:30    |  |
| 6.             | "Dom Quixote"              | Humberto Gessinger; Paulinho Galvão  | 3:13    |  |
| 7.             | "Até o Fim"                | Humberto Gessinger                   | 3:18    |  |
| 8.             | "Na Veia"                  | Humberto Gessinger                   | 3:13    |  |
| 9.             | "Fusão a Frio"             | Humberto Gessinger; Paulinho Galvão  | 2:46    |  |
| 10.            | "Segunda-feira Blues II"   | Humberto Gessinger; Carlos Maltz     | 1:47    |  |
| 11.            | "Outono em Porto Alegre"   | Humberto Gessinger; Paulinho Galvão  | 2:38    |  |
| Duração total: | Duração total:             | Duração total:                       | 31:33   |  |

## Créditos

### Engenheiros do Hawaii
- Humberto Gessinger: Voz, guitarra, violão, harmônica e teclados
- Paulinho Galvão: Guitarra
- Bernardo Fonseca: Baixo
- Gláucio Ayala: Bateria, percussão e vocais

### Participações
- Carlos Maltz - voz em "Segunda-Feira Blues II"
- "O Cara" - guitarra em "Rota de Colisão"
- Vinimax - voz em "Rota de Colisão"